# NGC 5976
NGC 5976 في الفهرس العام الجديد، هي مجرة، تقع في كوكبة التنين. اكتشفت في 6 مايو 1850 بواسطة ويليام بارسونز.

## روابط خارجية
- NGC 5976 على موقع ويكي سكاي: DSS2, SDSS, GALEX, IRAS, Hydrogen α, X-Ray, Astrophoto, Sky Map, Articles and images